# 施寶盛
施寶盛（英語：Lyson Sze，1987年8月19日—），生於香港，香港職業花式足球運動員，有「旺角美斯」之稱，是首個代表香港參與花式足球世界盃總決賽的香港人。

## 運動員生涯
施寶盛生於香港，在聖公會柴灣聖米迦勒小學喜愛打乒乓球，中學就讀張振興伉儷書院，由中三起開始接觸足球，接着入選區隊及踢上丙組，曾是灣仔區隊的青年軍。首次接觸花式足球是因為地區足球隊比賽巧遇一位外號『花式王子』的對手，令他認識花式足球和知道原來可以這麼好看。在2012年，施寶盛在一次密集式為期三日的表演中，因為勞損過度導致右腳韌帶撕裂，連步行也成問題。在受傷期間，施寶盛反覆思量自己的前途，認為如果現在不做，有機會以後都不能做到，於是他毅然辭去當銷售員的工作，成為全職的花式足球員。一開始在旺角西洋菜街表演而得了「西菜街丹尼臣」的美譽，漸漸打出名堂，之後更獲「旺角美斯」的稱號。
2010年，施寶盛獲得全港花式控球挑戰賽冠軍，2014年，施寶盛在花式足球世界盃上海站贏得冠軍，首位拿到花式足球世界盃總決賽入場券的香港人，最終在世界盃總決賽16強止步，表現只是不過不失，2015年更獲得全國花式足球錦標賽亞軍，該賽事亦是國內首個獲國際花式足球協會認可的二星級賽事。

## 個人生活
施寶盛計劃每年都花3個月到外國修行，邊學新技術裝備自己、邊賺旅費體驗世界。2016年4月，施寶盛走遍德國、英國、荷蘭、比利時及法國等地，去了看愛隊曼聯比賽，亦到了巴黎花式足球聖地(Le Centquatre)與世界各地好手交流。 每一次出賽，施寶盛都是以香港運動員身份出賽。所以即使在街頭表演，他都在音箱貼上香港特區區旗或貼上「HongKonger」，表明自己是名副其實的香港人。	

## 軼事
2016年9月29日，施寶盛前往練習途中，協助一名約40歲女士捉住把她手機搶去的高大外籍男子，再用雙手及雙腳抱緊外籍男子的頭部及夾緊其雙腳，直至有途人加入協助制服。

## 個人榮譽
- 香港花式足球冠軍
- 賽馬會控球挑戰賽冠軍
- 中國紅牛花式足球世界盃(上海站)冠軍

## 外部連結
- 香港足球總會網頁球員註冊資料
- 施寶盛的Facebook專頁
- 施寶盛的Instagram帳戶